# Yoshinobu Ashihara

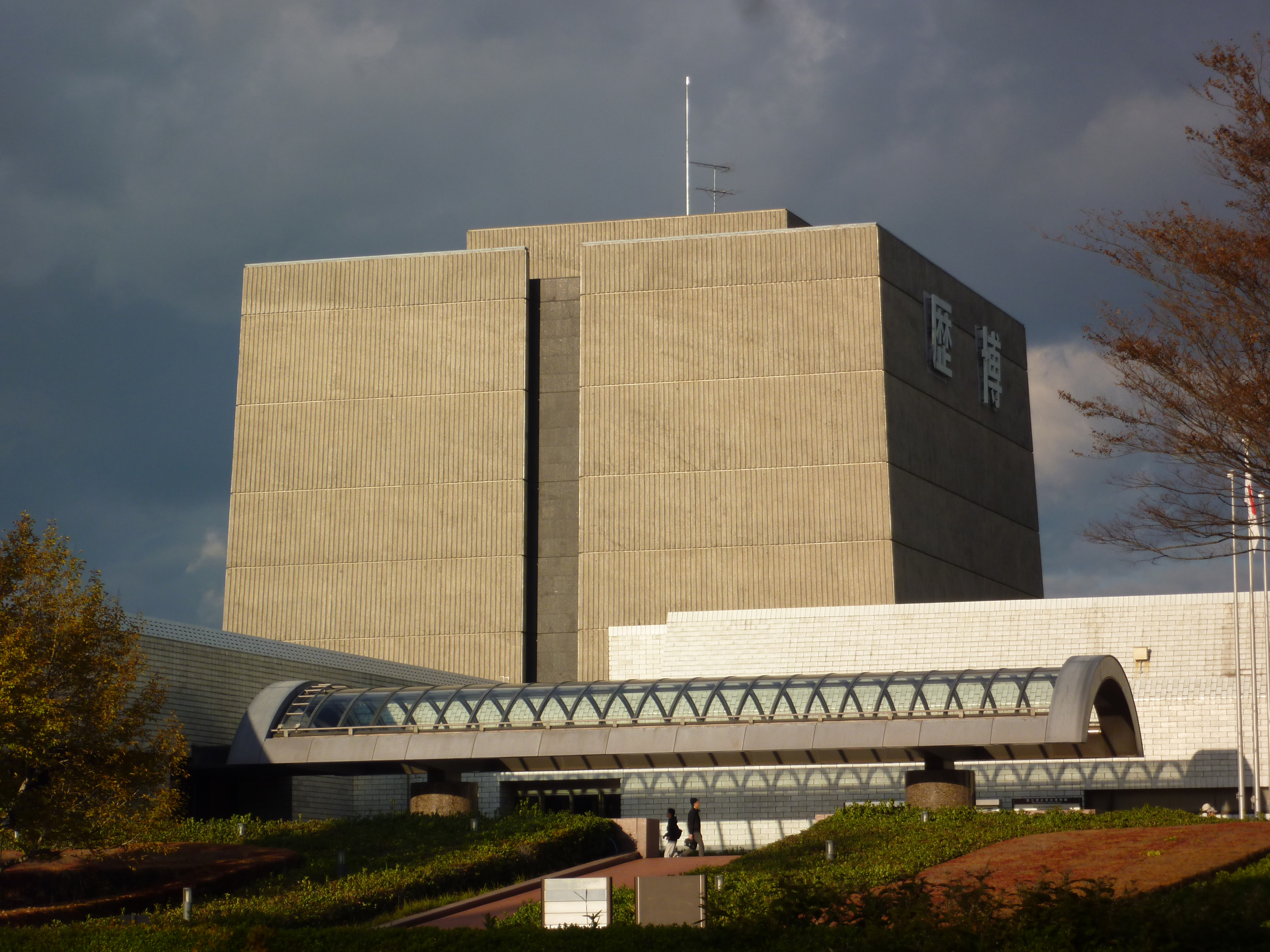
Nationalmuseum der japanischen Geschichte

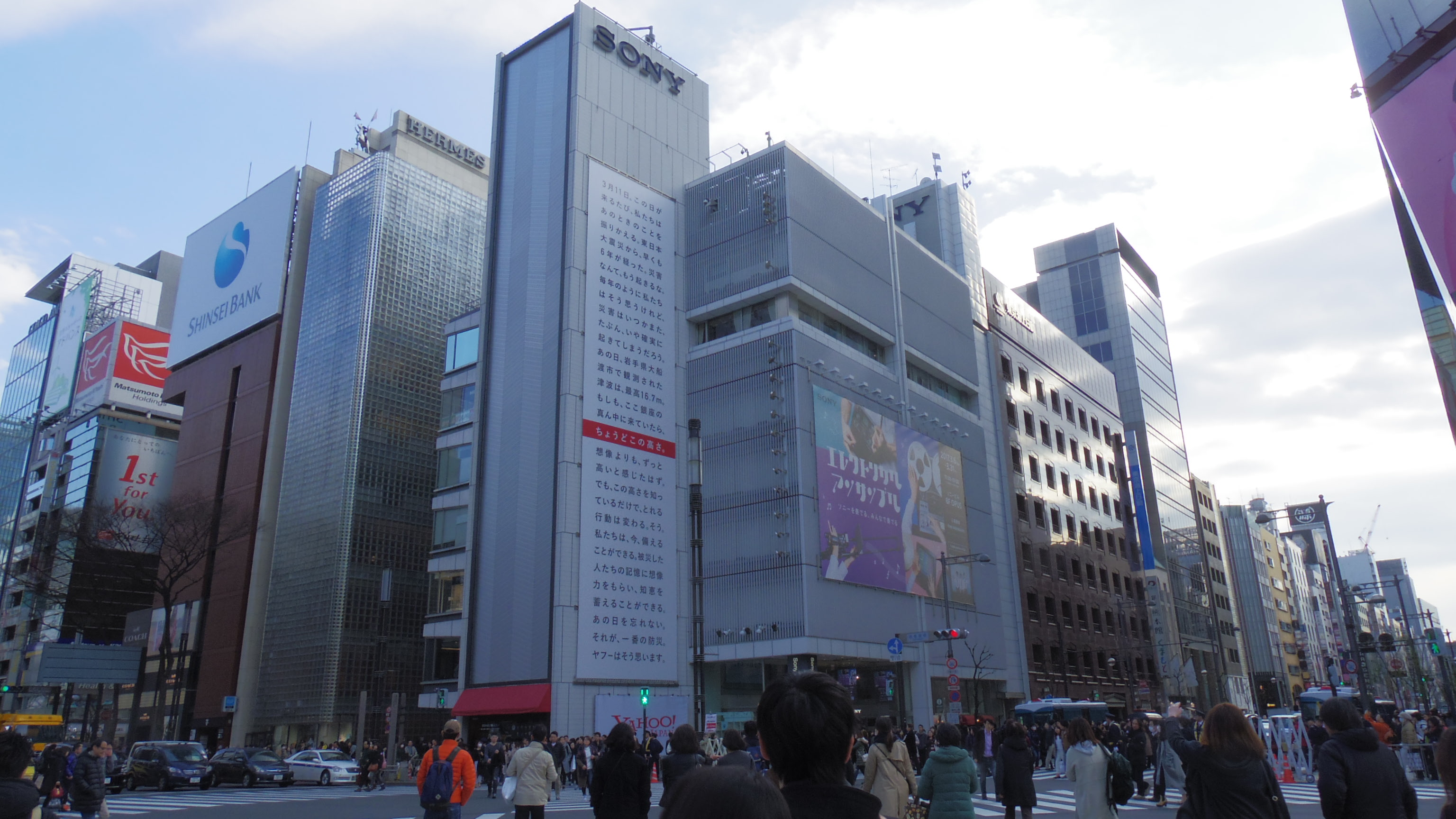

Yoshinobu Ashihara (japanisch 芦原 義信, Ashihara Yoshinobu; geboren 7. Juli 1918 in Tōkyō; gestorben 24. September 2003) war ein japanischer Architekt der Shōwa-Zeit.

## Leben und Werk
Ashihara Yoshinobu machte 1942 seinen Abschluss an der Fakultät für Ingenieurswesen der Universität Tokio (im Folgenden kurz „Tōdai“) und war dann bis Kriegsende bei der Marine als Ingenieur tätig. Danach arbeitete er im Atelier von Sakakura Junzō (1904–1968). 1953 ging er in die USA, wo er sich unter Marcel Breuer weiterbildete. Zurück in Japan 1954 richtete er sein eigenes Architekturbüro ein. 
Seine erste große Arbeit war 1956 das Gebäude für den Chūōkōron-Verlag, das für seine gute Balance zwischen Gebäude und Straßenbereich gepriesen wurde. 1961 wurde er von der Tōdai zum Dr. Ing. promoviert. 1970 wurde er Professor an der Tōdai und 1985 Präsident der „Japanischen Gesellschaft für Architektur“ (日本建築学会 Nihon Kenchiku Gakkai). Er war Mitglied der Japanischen Akademie der Künste und wurde 2003 von der Tōdai zum „Meiyo Kyōju“ ernannt. 
Ashihara setzte sich für eine Stadtplanung ein, in der der Mensch im Mittelpunkt steht. Sein Stil ist gekennzeichnet durch die Klarheit des Plans, verbunden mit der Bewahrung sozialer Strukturen. Zu seinen weiteren Werken gehören das Nikkō-(日航)-Hotel an der Ginza in Tōkyō 1959, der Takanodai-Campus der Kunsthochschule Musashino 1964 und das Ginza-Sony-Gebäude 1966. Für seine Gestaltung des Nationalmuseums der japanischen Geschichte erhielt er 1984 den Preis der Akademie der Künste. 1991 wurde er als Person mit besonderen kulturellen Verdiensten geehrt, 1998 folgte als krönender Abschluss der Kulturorden.
Daneben beschäftigte sich Ashihara auch mit der Übersetzung und Übernahme westlicher Theorien der Landschaftsgestaltung. Für seinen Beitrag  „Ästhetik der Straßenzüge“  (街並みの美学 Machinami no bigaku) erhielt er 1949 den Mainichi-Kulturpreis.